# دورا دي لاريوس
دورا دي لاريوس (بالإنجليزية: Dora De Larios)‏ هي مصممة أمريكية، ولدت في 1933 في لوس أنجلوس في الولايات المتحدة، وتوفيت في 28 يناير 2018 في كولفر سيتي في الولايات المتحدة.